# NGC 527
NGC 527 este o galaxie spirală, posibil lenticulară, situată în constelația Sculptorul. A fost descoperită în 1 septembrie 1834 de către John Herschel.